# Sant’Angelo Lodigiano
Sant’Angelo Lodigiano (lombardul: Sant'Angiul) település Olaszországban, Lombardia régióban, Lodi megyében. Lakosainak száma 13 331 fő (2023. január 1.). Sant’Angelo Lodigiano Borgo San Giovanni, Graffignana, Marudo, Pieve Fissiraga, Villanova del Sillaro, Villanterio, Inverno e Monteleone, Castiraga Vidardo és Miradolo Terme községekkel határos.

## Népesség
A település lakossága az elmúlt években az alábbi módon változott:
| Lakosok száma | 13 046 | 13 202 | 13 331 |
|               | 2017   | 2018   | 2023   |